# TT Assen 1950
De TT Assen 1950 was de derde race van het wereldkampioenschap wegrace-seizoen 1950. De races werden verreden op zaterdag 8 juli 1950 op Circuit van Drenthe vlak bij Assen. In deze Grand Prix bracht men slechts drie klassen aan de start: 500 cc, 350 cc en 125 cc.

## Algemeen
Alleen de 500cc-klasse was een echte internationale aangelegenheid, de 350cc-klasse bestond uitsluitend uit Angelsaksische rijders en Britse machines, de 125cc-klasse, die haar eerste race van het seizoen reed, was vrijwel geheel Italiaans.

## 500cc-klasse
In de 500cc-race, waarin slechts 17 van de 38 starters de finish haalden, kregen de teams van Norton en AJS gevoelige tikken. Van de Britse fabrieksteams haalde niemand de finish, terwijl Umberto Masetti zijn tweede overwinning van het seizoen boekte. Hoewel Gilera Nello Pagani als eerste coureur had aangesteld, versloeg de jonge Masetti hem met ruim een halve minuut verschil.
| Pos | Coureur              | Merk      | Tijd      | Punten |
| --- | -------------------- | --------- | --------- | ------ |
| 1   | Umberto Masetti      | Gilera    | 2:00"43'2 | 8      |
| 2   | Nello Pagani         | Gilera    | +32'8     | 6      |
| 3   | Harry Hinton         | Norton    | +2"17'9   | 4      |
| 4   | Carlo Bandirola      | Gilera    | +3"47'7   | 3      |
| 5   | Eric McPherson       | Norton    | +6"32'8   | 2      |
| 6   | Syd Jensen           | Triumph   | +1 ronde  | 1      |
| 7   | Phil Heath           | Norton    | +1 ronde  |        |
| 8   | Albert Moule         | Norton    | +1 ronde  |        |
| 9   | Reg Armstrong        | MV Agusta | +1 ronde  |        |
| 10  | James Swarbrick      | Norton    | +1 ronde  |        |
| 11  | Lous van Rijswijk    | Triumph   | +1 ronde  |        |
| 12  | Arthur Wheeler       | Norton    | +1 ronde  |        |
| 13  | Albert Vertriest     | Triumph   | +1 ronde  |        |
| 14  | Ernest Braine        | Norton    | +1 ronde  |        |
| 15  | Sidney Mason         | Norton    | +1 ronde  |        |
| 16  | Evert Carlsson       | Norton    | +1 ronde  |        |
| 17  | Ernie Richard Thomas | Triumph   | +1 ronde  |        |

| Coureur    | Merk   | Oorzaak   |
| ---------- | ------ | --------- |
| Artie Bell | Norton | Blessures |

| Coureur          | Merk       |
| ---------------- | ---------- |
| Vic Willoughby   | Norton     |
| Drikus Veer      | Triumph    |
| Oliver Scott     | Norton     |
| Les Graham       | AJS        |
| Geoff Duke       | Norton     |
| Eric Briggs      | Norton     |
| Arciso Artesiani | MV Agusta  |
| Jan Veer         | Triumph    |
| Hub Pellikaan    | BMW        |
| Piet Knijnenburg | BMW        |
| Cees Fokke-Bosch | Norton     |
| Charlie Salt     | Velocette  |
| Johnny Lockett   | Norton     |
| Bob Foster       | Velocette  |
| Dickie Dale      | Norton     |
| Felice Benasedo  | Moto Guzzi |
| Jacques Schot    | Norton     |
| Bill Lomas       | Velocette  |
| Vaino Hollming   | Norton     |
| Ted Frend        | AJS        |
| Harold Daniell   | Norton     |

### Top tien tussenstand 500cc-klasse
| Pos | Coureur          | Merk      | Ptn |
| --- | ---------------- | --------- | --- |
| 1   | Umberto Masetti  | Gilera    | 16  |
| 2   | Nello Pagani     | Gilera    | 12  |
| 3   | Geoff Duke       | Norton    | 8   |
| 4   | Artie Bell       | Norton    | 6   |
| 4   | Carlo Bandirola  | Gilera    | 6   |
| 6   | Harry Hinton     | Norton    | 5   |
| 7   | Ted Frend        | AJS       | 4   |
| 7   | Johnny Lockett   | Norton    | 4   |
| 9   | Les Graham       | AJS       | 3   |
| 10  | Arciso Artesiani | MV Agusta | 2   |
| 10  | Harold Daniell   | Norton    | 2   |
| 10  | Eric McPherson   | Norton    | 2   |

## 350cc-klasse
In de 350cc-klasse was de volgorde aan de finish grotendeels gelijk aan die van de GP van België, met uitzondering van de geblesserde Artie Bell, die in België geblesseerd was geraakt. Zo won Bob Foster voor Geoff Duke en Bill Lomas. Foster en Duke stonden nu gelijk aan kop van het wereldkampioenschap.
| Pos | Coureur        | Merk      | Tijd | Punten |
| --- | -------------- | --------- | ---- | ------ |
| 1   | Bob Foster     | Velocette |      | 8      |
| 2   | Geoff Duke     | Norton    |      | 6      |
| 3   | Bill Lomas     | Velocette |      | 4      |
| 4   | Johnny Lockett | Norton    |      | 3      |
| 5   | Reg Armstrong  | Velocette |      | 2      |
| 6   | Harry Hinton   | Norton    |      | 1      |

| Coureur    | Merk   | Oorzaak   |
| ---------- | ------ | --------- |
| Artie Bell | Norton | Blessures |

| Coureur        | Merk      |
| -------------- | --------- |
| Eric McPherson | AJS       |
| Artie Bell     | Norton    |
| Cecil Sandford | AJS       |
| Charlie Salt   | Velocette |
| Dickie Dale    | AJS       |
| Harold Daniell | Norton    |
| Les Graham     | AJS       |
| Ted Frend      | AJS       |

### Top tien tussenstand 350cc-klasse
| Pos | Coureur        | Merk      | Ptn |
| --- | -------------- | --------- | --- |
| 1   | Geoff Duke     | Norton    | 16  |
| 1   | Bob Foster     | Velocette | 16  |
| 3   | Artie Bell     | Norton    | 14  |
| 4   | Bill Lomas     | Velocette | 7   |
| 5   | Harold Daniell | Norton    | 5   |
| 6   | Johnny Lockett | Norton    | 4   |
| 7   | Les Graham     | AJS       | 3   |
| 8   | Ted Frend      | AJS       | 2   |
| 8   | Charlie Salt   | Velocette | 2   |
| 8   | Reg Armstrong  | Velocette | 2   |

## 125cc-klasse
In Assen debuteerde de MV Agusta 125 Bialbero, die in de volgende jaren zes wereldtitels zou scoren, maar nu kwam Felice Benasedo nog niet verder dan de vijfde plaats, voor Gijs Lagerweij, de eerste niet-Italiaanse coureur die punten in de 125cc-klasse scoorde. Bruno Ruffo won voor zijn teamgenoot Gianni Leoni met de Mondial 125 Bialbero, maar het verschil was slechts 0,1 seconde. 
| Pos | Coureur          | Merk      | Tijd    | Punten |
| --- | ---------------- | --------- | ------- | ------ |
| 1   | Bruno Ruffo      | Mondial   | 57"27'2 | 8      |
| 2   | Gianni Leoni     | Mondial   | +0'1    | 6      |
| 3   | Giuseppe Matucci | Morini    |         | 4      |
| 4   | Umberto Braga    | Mondial   |         | 3      |
| 5   | Felice Benasedo  | MV Agusta |         | 2      |
| 6   | Gijs Lagerweij   | Sparta    |         | 1      |

| Coureur          | Merk    |
| ---------------- | ------- |
| Carlo Ubbiali    | Mondial |
| Emilio Soprani   | Morini  |
| Luigi Zinzani    | Morini  |
| Raffaele Alberti | Mondial |

### Top zes tussenstand 125-klasse
Conform wedstrijduitslag
1925 · 1926 · 1927 · 1928 · 1929 · 1930 · 1931 · 1932 · 1933 · 1934 · 1935 · 1936 · 1937 · 1938 · 1939 · 1940–1945 · 1946 · 1947 · 1948 · 1949 · 1950 · 1951 · 1952 · 1953 · 1954 · 1955 · 1956 · 1957 · 1958 · 1959 · 1960 · 1961 · 1962 · 1963 · 1964 · 1965 · 1966 · 1967 · 1968 · 1969 · 1970 · 1971 · 1972 · 1973 · 1974 · 1975 · 1976 · 1977 · 1978 · 1979 · 1980 · 1981 · 1982 · 1983 · 1984 · 1985 · 1986 · 1987 · 1988 · 1989 · 1990 · 1991 · 1992 · 1993 · 1994 · 1995 · 1996 · 1997 · 1998 · 1999 · 2000 · 2001 · 2002 · 2003 · 2004 · 2005 · 2006 · 2007 · 2008 · 2009 · 2010 · 2011 · 2012 · 2013 · 2014 · 2015 · 2016 · 2017 · 2018 · 2019 · 2021 · 2022 · 2023 · 2024 · 2025